# 如蘭塾

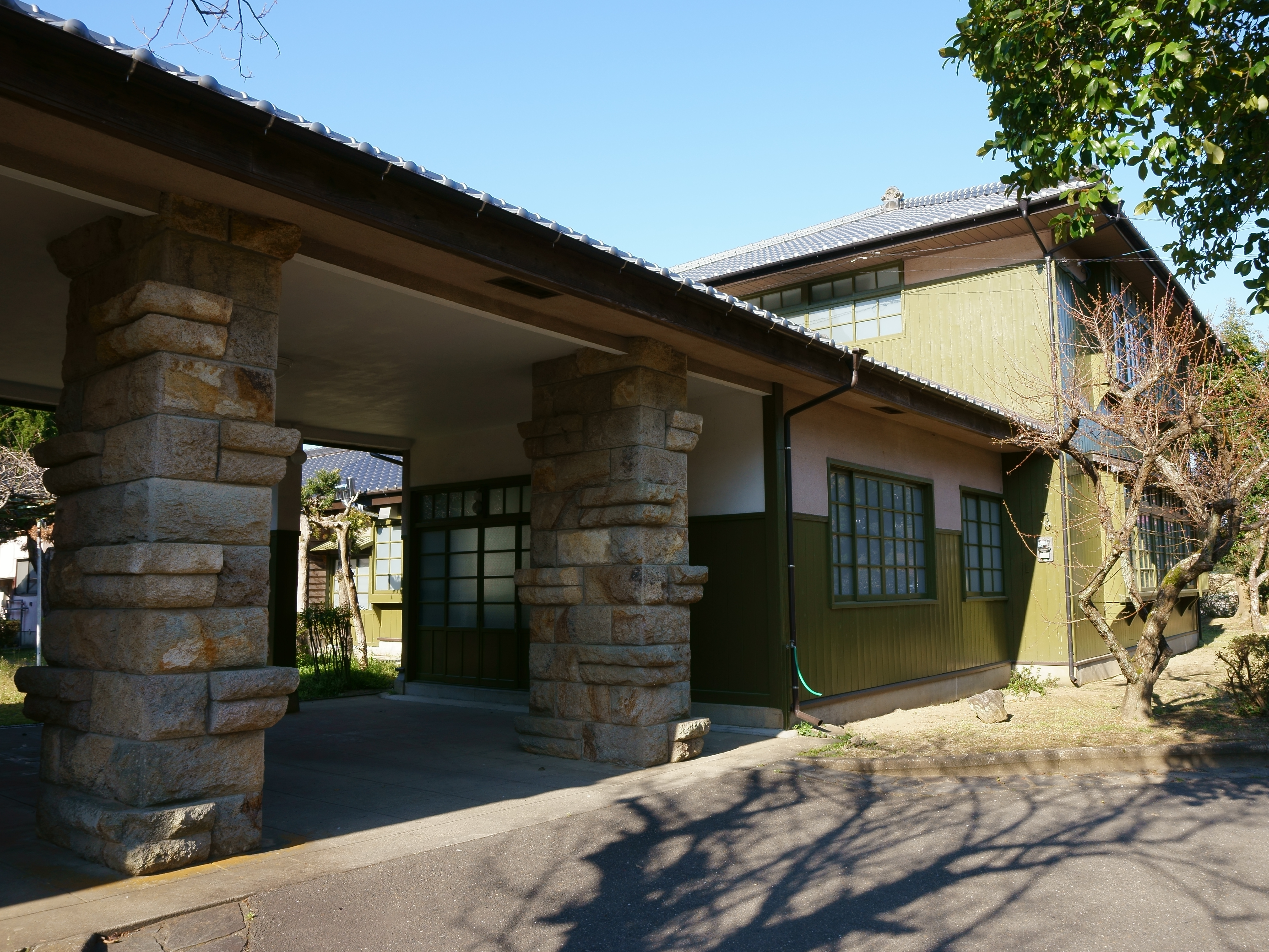
如蘭塾 玄関柱と寄宿舎

如蘭塾（じょらんじゅく）は、佐賀県鹿島市出身で満州での事業で成功を収めた野中忠太が佐賀県武雄市に開いた全寮制の私塾。1942年に建設され1943年に1期生が入塾した。当時の建物の一部が現存し、国の登録有形文化財に登録されている。

## 野中忠太と日満育英会
野中忠太（1886年～1947年）は鹿島市で旧佐賀藩士池上林平の四男として生まれた。長崎商業学校卒業後、長崎三菱造船所に入社。1910年(明治43)に佐賀市の製薬販売業・野中烏犀園の11代目、野中亮助の長女タケと結婚、野中家の養子となった。翌年三菱造船を退社し1915年(大正4)に満州・奉天で事業を開始。満蒙物産、満州土地建設、奉天合同自動車などの社長を務めホテル経営でも成功した。
事業の成功を受け、野中は日本と満州の善隣友好と文化交流に利益を還元する事を着想。その拠点を探す際には各地で誘致運動が起きたが、野中の出身地に近く官民上げて熱烈に要望した杵島郡武雄町（現在の武雄市）が選択された。野中は1942年に財団法人日満育英会を設立。財団に巨額の私財を拠出して武雄市の景勝地御船山のふもと、39万6千平方メートルの土地に塾舎・寄宿舎・運動場・プール等を建設し、如蘭塾を立ち上げた。なお如蘭塾の名は塾生たちが、気品あふれる東洋蘭のように開花することを願う思いをこめたものである。
なお、日満育英会は1947年の野中の死後、1952年に解散した。

## 如蘭塾の概要
如蘭塾は1943年5月3日に開塾式が行われ、その際には佐賀県知事や旧藩主鍋島家当主で侯爵の鍋島直映ら約500人が参列した。「教育は国の宝」を理念に「日本婦道の訓育」「日本家庭の実務」を習得させることを目的としており、入塾資格は「満州国民で国民優級学校卒業者にして16歳から20歳までの女性」。カリキュラムは日本語を中心に家事、裁縫、礼儀作法など。家事見習いとしての実習もあり、野中の養親である野中家や昭和グループの創始者である金子道雄などのもとに預けられた。
中国の少女を日本に留学させ、日本の文化や家庭の実状に親しませることによって相互理解を深めるという野中の計画は、満州国にとっても国家プロジェクト的な意味合いがあったとされる。そのため、満州国皇帝溥儀の弟で書家としても知られる溥傑によって書かれ、現在は迎賓館にかけられている「如蘭塾」の書や、満州国奉天省美術協会審査員を務めていた松永南樂による襖絵が今でも残っている。
戦時中の設立のため塾生は43年入塾の1期生29人と、44年入塾の2期生22人の計51人でその短い歴史を終えた。戦後は引き揚げ者の宿舎になったり、芸術活動の場などに使われ、現在は如蘭塾の理念を継承し、中国人留学生への奨学金給付や佐賀県内高校生の中国派遣などの事業を行っている清香奨学会の事務局がある。また、運動場の跡地は武雄競輪場になり、地元の婦人会などが留学生のために1万本の梅を植えて整備した梅林は御船ヶ丘梅林として武雄市の観光名所となっている。

### 塾生との交流
終戦により突如として歴史を終えたため塾生との音信も途絶えていたが、1983年に一人の元塾生が当時の武雄市長に手紙をだしたことで交流が復活。徐々にその範囲を広げ1985年には元塾生40人の再来日も行われた。さらに2世、3世との交流も進んでおり、10数名が清香奨学会から奨学金を受け日本に留学している。

## 建築物としての如蘭塾
如蘭塾の設計は米国の建築家フランク・ロイド・ライトに師事し、旧帝国ホテルの建設などに携わった遠藤新が手掛けた。寄宿舎の玄関にある凝灰岩を用いた石柱にライトの様式を見ることができる。なお、遠藤が手がけた建築物としては九州に唯一残るものである。1999年には「塾舎及び寄宿舎」「迎賓館」の2件が国の登録有形文化財に登録された（登録基準は「造形の規範となっているもの」）。1989年に教室棟と迎賓館が、2015年に寄宿舎が改修された。